# Георги Паланецки
Георги Паланецки е български духовник и просветен деец от Македония.

## Биография
Георги Паланецки е роден в Крива паланка, тогава в Османската империя. Иконом поп Георги Паланецки е делегат на Скопската епархия в Първия български църковно-народен събор в Цариград от 1871 година. Поп Георги преподава в българското училище в родния си град. Към 1886 година иконом поп Георги е председател на Кривопаланечката българска община.
Негови синове са революционерът Веселин Икономов и свещеникът Димитър Икономов.